# Poephila
Poephila és un gènere d'ocells de la família dels estríldids (Estrildidae).

## Taxonomia
Segons la Classificació del Congrés Ornitològic Internacional (versió 15.1, 2025) aquest gènere està format per tres espècies:
- Diamant emmascarat (Poephila personata Gould, 1842)
- Diamant cuallarg (Poephila acuticauda Gould, 1840)
- Diamant gorjanegre (Poephila cincta Gould, 1837)